# Schicksalstag
Schicksalstag, tyska, ödets dag, kallar man den 9 november eftersom flera betydelsefulla händelser i Tysklands historia har ägt rum just detta datum. Ordet började användas strax efter andra världskriget, men dess nuvarande stora spridning kom först i samband med 1989 års händelser.

## Händelser
- 1848 - Den liberale ledaren Robert Blum avrättas; en viktig händelse under revolutionsåret 1848.
- 1918 - Kejsar Vilhelm II abdikerar i samband med den tyska novemberrevolutionen och vad som senare kom att kallas för Weimarrepubliken utropas.
- 1923 - Ölkällarkuppen (8-9 november), Hitlers misslyckade kuppförsök i München.
- 1938 - Kristallnatten (9-10 november), beväpnade grupper i Tyskland angriper judar och förstör deras synagogor och butiker. Minst 400 judar uppskattas ha mördats.
- 1989 - Berlinmuren öppnas, och den tyska återföreningen inleds.